# Famille Galmiche (Bouvier)
Pour les articles homonymes, voir Galmiche et Bouvier.
La famille Galmiche (Bouvier)  est une famille française d'origine vésulienne alliant les familles de Jean-Baptiste-Joseph Bouvier, promu baron d'Empire par Napoléon 1er et de Nicolas Galmiche, issu d'une vieille famille haut-saônoise, élu député sous la Restauration. La famille apporte aux XIXe siècle et XXe siècle technique, innovation et enseignement dans le domaine agricole, forestier et militaire.

## Origine
La famille Bouvier est une famille de négociants de Poligny alliée à une famille d'origine lorraine toutes deux installées dans le négoce à Vesoul. Après des études de juriste, Jean-Baptiste-Joseph Bouvier choisit la voie militaire, sa femme de Mailly est issue de la petite noblesse jurassienne.
La famille de Nicolas Galmiche, centrée en Haute-Saône depuis plusieurs siècles, a une vocation juridique, et ses descendants sont des défenseurs et innovateurs dans le domaine de l'agriculture. Ils se font connaitre dans le monde agricole en militant pour la création d'un syndicat agricole, ainsi qu'en expérimentant l'acclimatation de gallinacés, de poissons et de mammifères, voire d'espèces exotiques comme les lamas d'Amérique du Sud, à différentes régions de France comme la Normandie, les Ardennes ou les Vosges.

## Principales personnalités

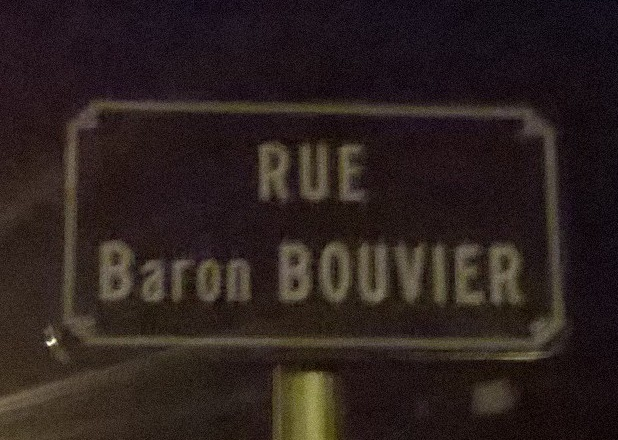
Rue Baron Bouvier (fils Hippolyte) de Vesoul

- Jean-Baptiste-Joseph Bouvier (né en 1770 à Vesoul et mort en 1812 à Krasnoï Russie), se fait remarquer dans les différentes armées de la Révolution et de l'Empire avec de hauts-faits comme au siège de Peschiera qui lui a valu la Légion d'honneur ou au siège de Taragone. Napoléon 1er le fait baron d'Empire. Il meurt au combat lors de la retraite de Russie, son titre revient à son fils Claude-Joseph-Hippolyte.

- Charles Galmiche (né en 1804 à Vesoul et mort à 1908 à Coulevon), inspecteur des Eaux et Forêts, précurseur dans la sauvegarde des poissons et gibiers indigènes ainsi que l’adaptation d’animaux exogènes comme les lamas, qui semaient la panique sur le marché de Remiremont en crachant sur les ménagères. Membre de la Société Impériale Zoologique d’Acclimatation, il a travaillé en étroite collaboration avec son président C. Millet sur la faune de Champagne-Ardenne, ce qui lui valut une rue à son nom à Alincourt[3],[4]. Il a racheté au domaine public le Saint-Mont, ancien monastère dans les Vosges lorraines fondé par Saint-Romary selon la règle de Saint Colomban. Charles Galmiche introduit le premier élevage domestique de lamas en France[5]. Ce sont des lamas de petite taille qui servent au transport de produits agricoles, matériel voire de personnes de moins de 50 kilos[6],[7]. Charles Galmiche lègue la propriété à son neveu Eusèbe Galmiche qui obtient en 1901 l'autorisation de consécration dans la chapelle pour renouer avec la tradition cultuelle du Saint-Mont[8].

- Charles Roger Galmiche-Bouvier (né en 1838 à Vesoul et mort en 1894 à Franchevelle), petit-neveu du baron d'Empire Jean-Baptiste-joseph Bouvier, mort pendant la campagne de Russie. Il obtient l'ajout de Bouvier à son patronyme en 1878[9]. Il quitte l'armée en 1880 comme officier supérieur et chef d’escadron[10],[11] et se consacre à l'analyse de l'armée prussienne[12]. Son ouvrage est publié en français, allemand et anglais. Il milite pour le monde agricole[13] et le domaine de Franchevelle, hérité de son cousin Claude-Joseph-Hippolyte Bouvier, sert d'expérimentation pour l'amélioration de la culture de la pomme-de-terre[14], la race bovine jersiaise et ses produits laitiers[15],[16],[17]. Il enregistre trois brevets d'invention permettant la mécanisation du labourage, du plantage, du triage et du nettoyage des pommes de terre[18].

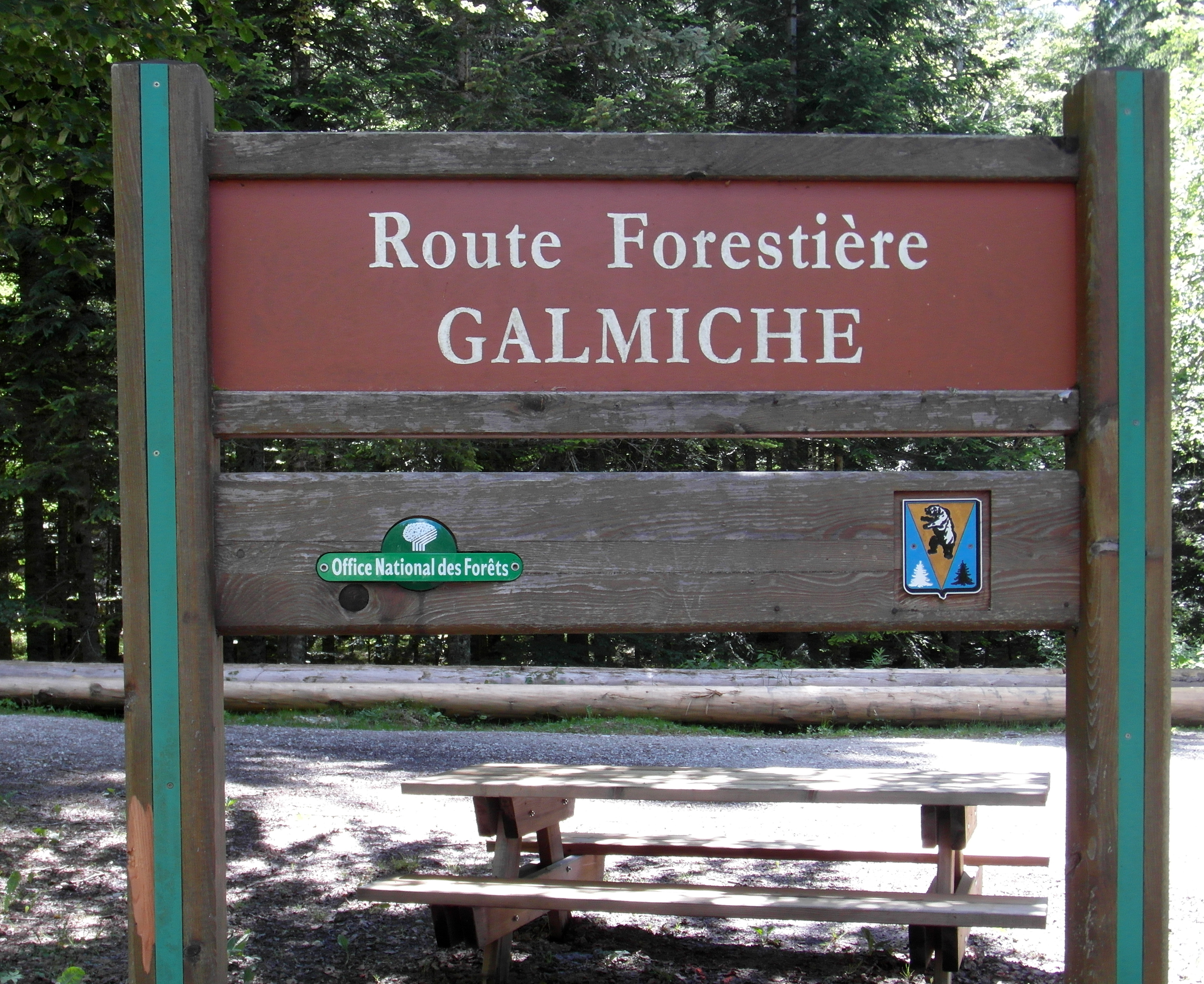
Route forestière Galmiche près du scialet Galmiche pour honorer les travaux d'Eusèbe Galmiche

- Eusèbe Galmiche (né en 1841 à Vesoul et mort en 1913 à Dijon), conservateur des eaux et forêts, missionné pendant trois ans en mission d'expertise auprès du gouvernement ottoman pour gérer la forêt turque[19],[20]. Revenu en France, il met son expertise au service d'aménagements du Centre et de l'Est. Il est honoré par une route forestière et un scialet[21] du massif du Vercors proche de Villard-de-Lans[22],[23].
- Nicolas Galmiche (né en 1761 à Vesoul et mort en 1833 à Vesoul). Il fait des études de juriste à Besançon et est nommé commissaire du gouvernement près le tribunal de district de Vesoul. Il professe à l’École centrale de Vesoul avant d’être nommé vice-président du tribunal civil en 1816 puis président de la cour prévôtale de la Haute-Saône. Élu député en 1822, il est actif dans les débats et commissions de jurisprudence et agriculture[24].

- Roger Galmiche (né en 1885 à Darney et mort en 1933 à Remiremont), étudie au séminaire d’Issy et à la Faculté des lettres de Dijon. Il est mobilisé en 1914, se fait remarquer pour sa combativité[25]et est fait prisonnier en juillet 1918[26]. À la fin de la guerre, il est versé comme chef de bataillon dans l’armée de réserve. Ses faits de guerre sont reconnus par la Croix de guerre et plus tardivement par la remise de la Légion d’honneur en 1933[27] par le Général de brigade Caput. Dans le civil, il exerce le métier de professeur d’histoire et contribue comme historien à des ouvrages littéraires[28],[29],[30],[31]et des recherches archéologiques[32]. Parallèlement à ses fonctions de préfet de discipline, il est considéré comme un pionnier de colonies de vacances dont il assure la direction[33].

- Claude-Joseph-Hippolyte Bouvier (né en 1802 à Vesoul et mort en 1876 à Franchevelle), fils de Jean-Baptiste-Joseph, hérite du titre de baron, étudie à Vesoul et devient Procureur général du roi en 1818 à Limoges[34]. Il revient au conseil municipal de Vesoul et est nommé commandant de la Garde nationale de cette ville en 1830[35].

## Arbre généalogique simplifié
|  |  |  |  |                                 |                                 |                                 |                                 |                                 |                                 | Claude-Joseph Bouvier |  |  |  |                                |                                |                                |                                |                                |                                |                             |                             |                             |                             |                             |                             |                 |                 |                  |                  |                  |                  |                  |                  |                  |                  |                  |                  |  |  |  |  |  |  |  |  |  |  |  |  |  |  |  |  |  |  |  |  |  |  |  |  |  |  |
|  |  |  |  |                                 |                                 |                                 |                                 |                                 |                                 |                       |  |  |  |                                |                                |                                |                                |                                |                                |                             |                             |                             |                             |                             |                             |                 |                 |                  |                  |                  |                  |                  |                  |                  |                  |                  |                  |  |  |  |  |  |  |  |  |  |  |  |  |  |  |  |  |  |  |  |  |  |  |  |  |  |  |
|  |  |  |  |                                 |                                 |                                 |                                 |                                 |                                 |                       |  |  |  |                                |                                |                                |                                |                                |                                |                             |                             |                             |                             |                             |                             |                 |                 |                  |                  |                  |                  |                  |                  |                  |                  |                  |                  |  |  |  |  |  |  |  |  |  |  |  |  |  |  |  |  |  |  |  |  |  |  |  |  |  |  |
|  |  |  |  | Jean-Baptiste-Joseph Bouvier    | Jean-Baptiste-Joseph Bouvier    | Jean-Baptiste-Joseph Bouvier    | Jean-Baptiste-Joseph Bouvier    | Jean-Baptiste-Joseph Bouvier    | Jean-Baptiste-Joseph Bouvier    |                       |  |  |  |                                |                                | Jeanne-Françoise Bouvier       | Jeanne-Françoise Bouvier       | Jeanne-Françoise Bouvier       | Jeanne-Françoise Bouvier       | Jeanne-Françoise Bouvier    | Jeanne-Françoise Bouvier    |                             |                             |                             |                             |                 |                 |                  |                  |                  |                  | Nicolas Galmiche | Nicolas Galmiche | Nicolas Galmiche | Nicolas Galmiche | Nicolas Galmiche | Nicolas Galmiche |  |  |  |  |  |  |  |  |  |  |  |  |  |  |  |  |  |  |  |  |  |  |  |  |  |  |
|  |  |  |  | Jean-Baptiste-Joseph Bouvier    | Jean-Baptiste-Joseph Bouvier    | Jean-Baptiste-Joseph Bouvier    | Jean-Baptiste-Joseph Bouvier    | Jean-Baptiste-Joseph Bouvier    | Jean-Baptiste-Joseph Bouvier    |                       |  |  |  |                                |                                | Jeanne-Françoise Bouvier       | Jeanne-Françoise Bouvier       | Jeanne-Françoise Bouvier       | Jeanne-Françoise Bouvier       | Jeanne-Françoise Bouvier    | Jeanne-Françoise Bouvier    |                             |                             |                             |                             |                 |                 |                  |                  |                  |                  | Nicolas Galmiche | Nicolas Galmiche | Nicolas Galmiche | Nicolas Galmiche | Nicolas Galmiche | Nicolas Galmiche |  |  |  |  |  |  |  |  |  |  |  |  |  |  |  |  |  |  |  |  |  |  |  |  |  |  |
|  |  |  |  |                                 |                                 |                                 |                                 |                                 |                                 |                       |  |  |  |                                |                                |                                |                                |                                |                                |                             |                             |                             |                             |                             |                             |                 |                 |                  |                  |                  |                  |                  |                  |                  |                  |                  |                  |  |  |  |  |  |  |  |  |  |  |  |  |  |  |  |  |  |  |  |  |  |  |  |  |  |  |
|  |  |  |  | Claude-Joseph-Hippolyte Bouvier | Claude-Joseph-Hippolyte Bouvier | Claude-Joseph-Hippolyte Bouvier | Claude-Joseph-Hippolyte Bouvier | Claude-Joseph-Hippolyte Bouvier | Claude-Joseph-Hippolyte Bouvier |                       |  |  |  |                                |                                |                                |                                |                                |                                | Jean-Pierre Eugène Galmiche | Jean-Pierre Eugène Galmiche | Jean-Pierre Eugène Galmiche | Jean-Pierre Eugène Galmiche | Jean-Pierre Eugène Galmiche | Jean-Pierre Eugène Galmiche |                 |                 | Charles Galmiche | Charles Galmiche | Charles Galmiche | Charles Galmiche | Charles Galmiche | Charles Galmiche |                  |                  |                  |                  |  |  |  |  |  |  |  |  |  |  |  |  |  |  |  |  |  |  |  |  |  |  |  |  |  |  |
|  |  |  |  | Claude-Joseph-Hippolyte Bouvier | Claude-Joseph-Hippolyte Bouvier | Claude-Joseph-Hippolyte Bouvier | Claude-Joseph-Hippolyte Bouvier | Claude-Joseph-Hippolyte Bouvier | Claude-Joseph-Hippolyte Bouvier |                       |  |  |  |                                |                                |                                |                                |                                |                                | Jean-Pierre Eugène Galmiche | Jean-Pierre Eugène Galmiche | Jean-Pierre Eugène Galmiche | Jean-Pierre Eugène Galmiche | Jean-Pierre Eugène Galmiche | Jean-Pierre Eugène Galmiche |                 |                 | Charles Galmiche | Charles Galmiche | Charles Galmiche | Charles Galmiche | Charles Galmiche | Charles Galmiche |                  |                  |                  |                  |  |  |  |  |  |  |  |  |  |  |  |  |  |  |  |  |  |  |  |  |  |  |  |  |  |  |
|  |  |  |  |                                 |                                 |                                 |                                 |                                 |                                 |                       |  |  |  |                                |                                |                                |                                |                                |                                |                             |                             |                             |                             |                             |                             |                 |                 |                  |                  |                  |                  |                  |                  |                  |                  |                  |                  |  |  |  |  |  |  |  |  |  |  |  |  |  |  |  |  |  |  |  |  |  |  |  |  |  |  |
|  |  |  |  |                                 |                                 |                                 |                                 |                                 |                                 |                       |  |  |  | Charles Roger Galmiche-Bouvier | Charles Roger Galmiche-Bouvier | Charles Roger Galmiche-Bouvier | Charles Roger Galmiche-Bouvier | Charles Roger Galmiche-Bouvier | Charles Roger Galmiche-Bouvier |                             |                             |                             |                             |                             |                             | Eusèbe Galmiche | Eusèbe Galmiche | Eusèbe Galmiche  | Eusèbe Galmiche  | Eusèbe Galmiche  | Eusèbe Galmiche  |                  |                  |                  |                  |                  |                  |  |  |  |  |  |  |  |  |  |  |  |  |  |  |  |  |  |  |  |  |  |  |  |  |  |  |
|  |  |  |  |                                 |                                 |                                 |                                 |                                 |                                 |                       |  |  |  | Charles Roger Galmiche-Bouvier | Charles Roger Galmiche-Bouvier | Charles Roger Galmiche-Bouvier | Charles Roger Galmiche-Bouvier | Charles Roger Galmiche-Bouvier | Charles Roger Galmiche-Bouvier |                             |                             |                             |                             |                             |                             | Eusèbe Galmiche | Eusèbe Galmiche | Eusèbe Galmiche  | Eusèbe Galmiche  | Eusèbe Galmiche  | Eusèbe Galmiche  |                  |                  |                  |                  |                  |                  |  |  |  |  |  |  |  |  |  |  |  |  |  |  |  |  |  |  |  |  |  |  |  |  |  |  |
|  |  |  |  |                                 |                                 |                                 |                                 |                                 |                                 |                       |  |  |  |                                |                                |                                |                                |                                |                                |                             |                             |                             |                             |                             |                             | Roger Galmiche  |                 |                  |                  |                  |                  |                  |                  |                  |                  |                  |                  |  |  |  |  |  |  |  |  |  |  |  |  |  |  |  |  |  |  |  |  |  |  |  |  |  |  |

## Galerie

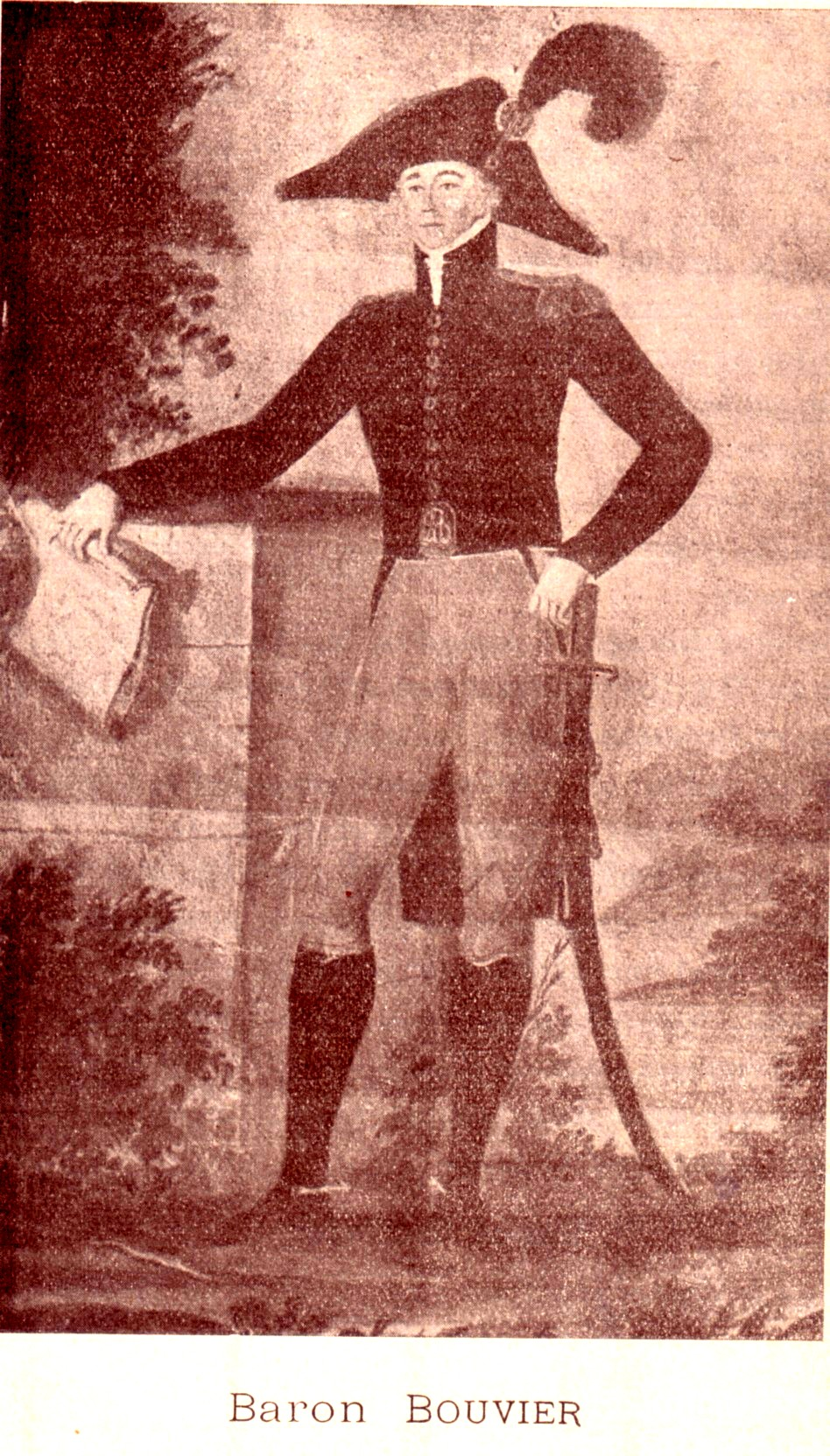
Baron Jean-Baptiste-Joseph Bouvier
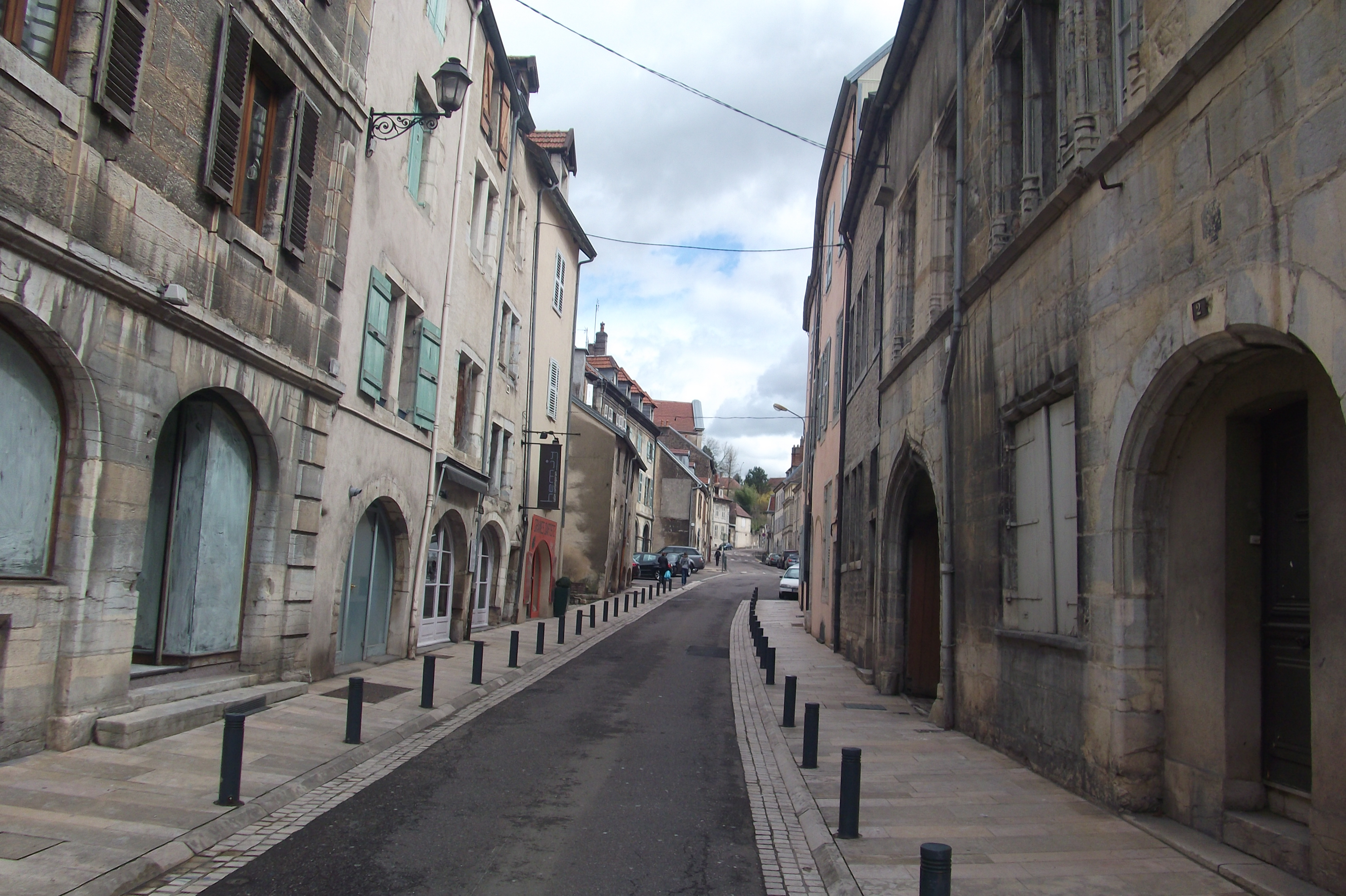
Rue de Vesoul dédiée à Claude-Joseph-Hippolyte Bouvier
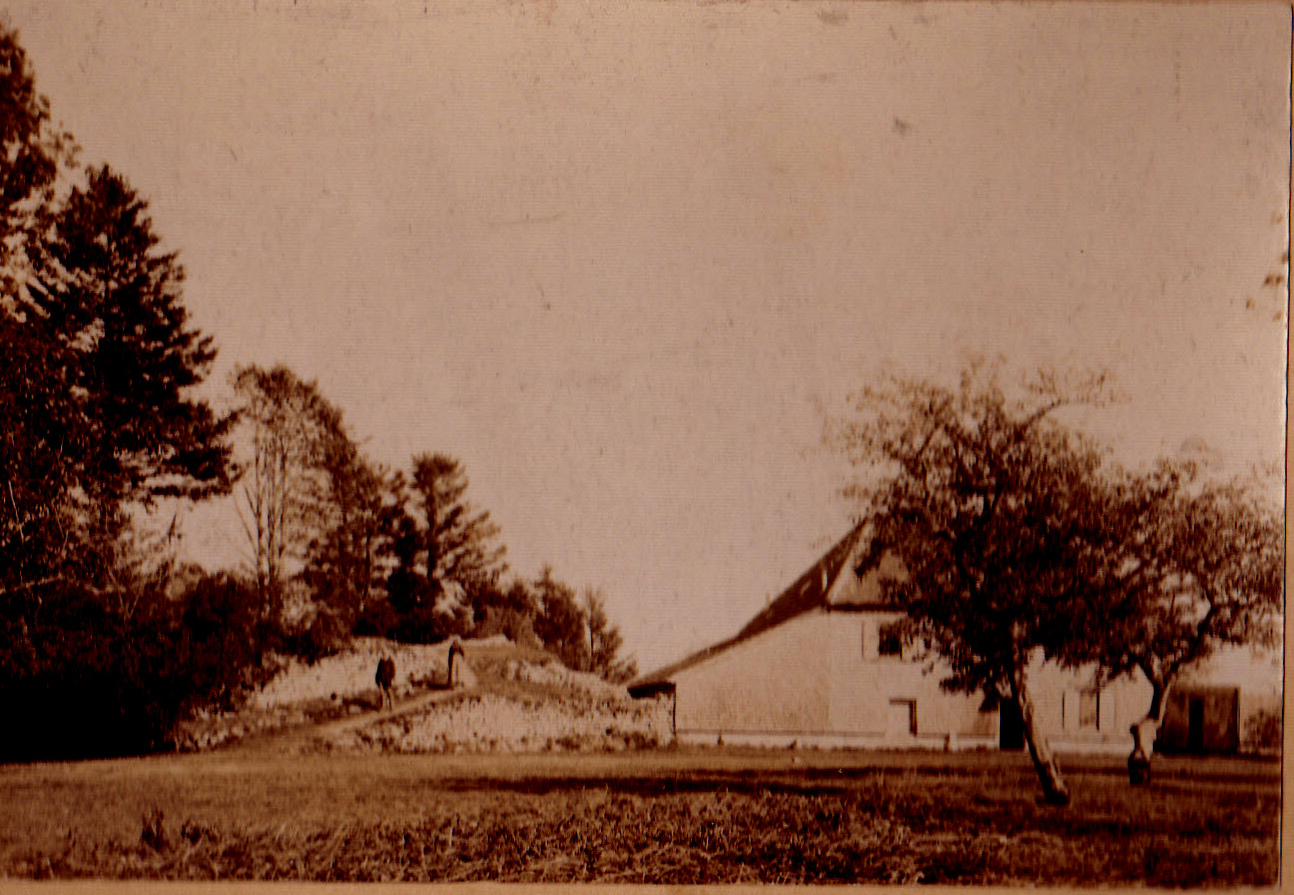
Charles Galmiche au Saint-Mont en 1865 avec ses lamas
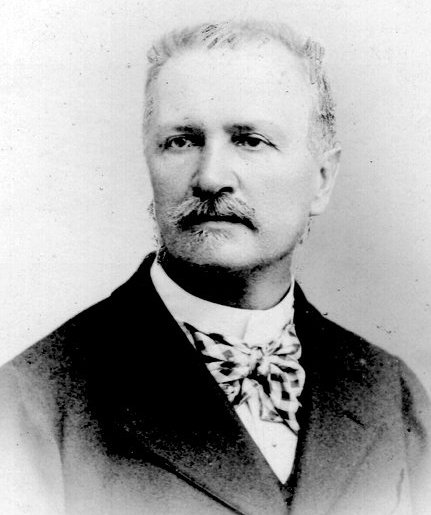
Eusèbe Galmiche en Turquie
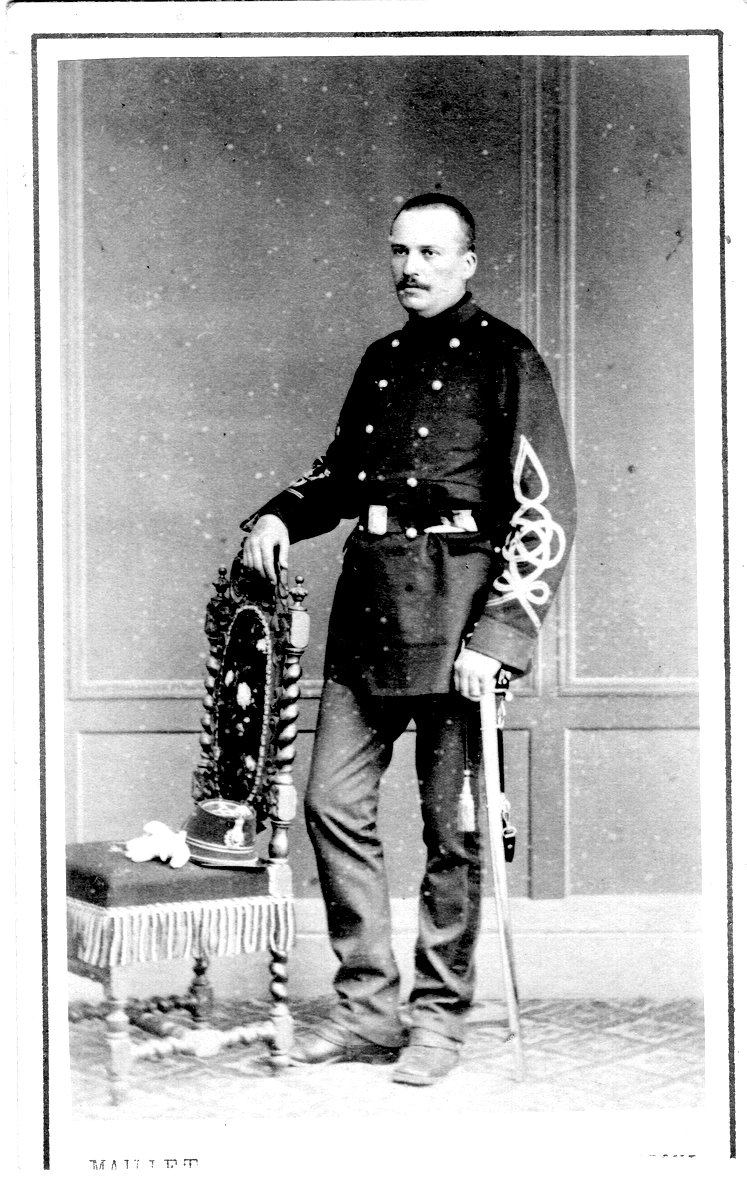
Charles Roger Galmiche-Bouvier, chef de bataillon
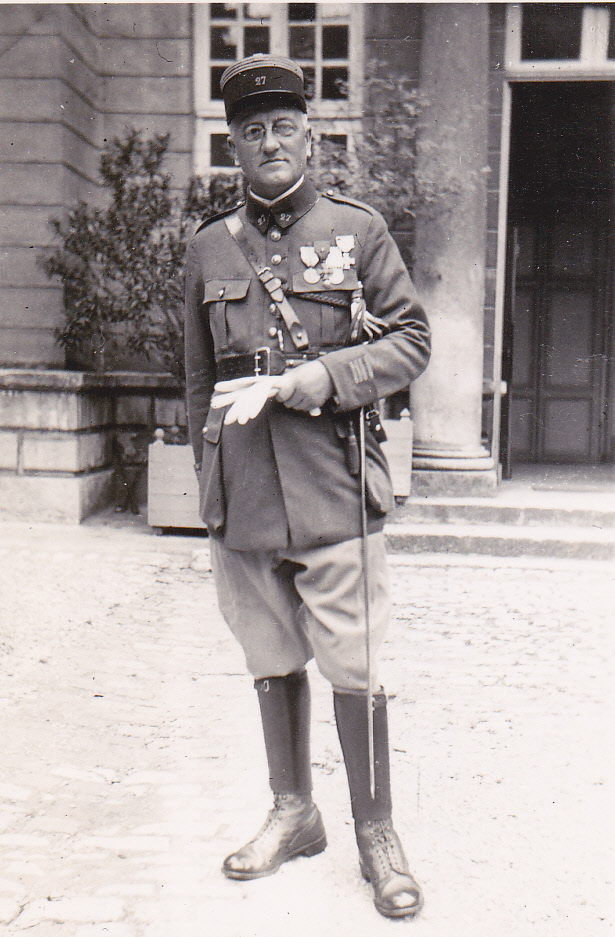
Roger Galmiche, chef de bataillon après la remise de Légion d'honneur en 1933